# Sint-Annakerk (Kumlinge)
De Sint-Annakerk in Kumlinge is een stenen archipelkerk op het eiland Kumlinge in de autonome Finse regio Åland. De kerk is gewijd aan Sint Anna, de moeder van de Maagd Maria. De kerk ligt vrij afgelegen, op ongeveer een kilometer van zowel het dorp Kumlinge als van de kust.

## Het gebouw
De Sint-Annakerk is een zaalkerk, gebouwd in grijze steen in plaats van het rode graniet (rapakivi) dat gebruikelijk is voor kerken in Åland. Het schip bestaat uit drie traveeën met een tongewelf van natuursteen. Aan de zuidzijde bevindt zich de voorportaal, tevens de enige toegang tot de kerk. Daarboven staat de toren. Aan de noordzijde bevindt zich de sacristie.

## Geschiedenis
Aanvankelijk was Kumlinge een kapelgemeente, toebehorend aan de kerk van Sund op het hoofdeiland van Åland. In 1478 werd Kumlinge een onafhankelijke parochie.
De kerk wordt voor zover bekend voor het eerst genoemd in een testament uit 1484, maar uit isotopenanalyse van mortel is de westgevel gedateerd op ongeveer 1320, en ook uit onderzoek van hout uit de oostelijke gevel blijkt dat de kerk waarschijnlijk uit de 14e eeuw dateert. Er zijn geen sporen gevonden van een eerdere houten kerk op deze plaats, zoals dat wel het geval is bij andere kerkgebouwen in Åland. Een deel van de inventaris is echter ouder dan het kerkgebouw zelf: een plank uit een altaarnis dateert uit 1320. Dit zou dus afkomstig kunnen zijn uit een eerdere kerk in Kumlinge.
Begin 15e eeuw is de kerk door brand verwoest. Het voorportaal aan de zuidzijde, met daarop een houten torenspits, werd rond 1470 toegevoegd. Na de Reformatie in de 17e eeuw werd de kerk, naar protestantse richtlijnen, heringericht met banken, preekstoel en tribunes. Tijdens de Russische bezetting ("stora ofreden", 1714-1721) werd de kerk door de Russische soldaten als stal gebruikt, en het interieur werd zwaar beschadigd. Beide kerkklokken gingen verloren en geld en zilverwerk werd verduisterd.
In 1767 werd de houten torenspits op het voorportaal vervangen door een exemplaar in barokstijl met een uienkoepel. In 1784 werd ook de sacristie vernieuwd, evenals de dakbedekking met houten spaanders.
In de 19e eeuw werden alle ramen vergroot. Rond 1870 werd ook aan de noordzijde een raam geplaatst, dat echter bij de restauratie in 1961 weer werd dichtgemetseld, toen de kerk werd voorzien van centrale verwarming.
Volgens oude documenten zou er op het eiland Kumlinge een klooster hebben gestaan. Bij de restauratie van de kerk in 1961 werden naast de kerk restanten gevonden van een ouder gebouw dat dit vermoeden zou kunnen ondersteunen. Er is echter nog verder onderzoek nodig om hierover uitsluitsel te kunnen geven.

## Muurschilderingen

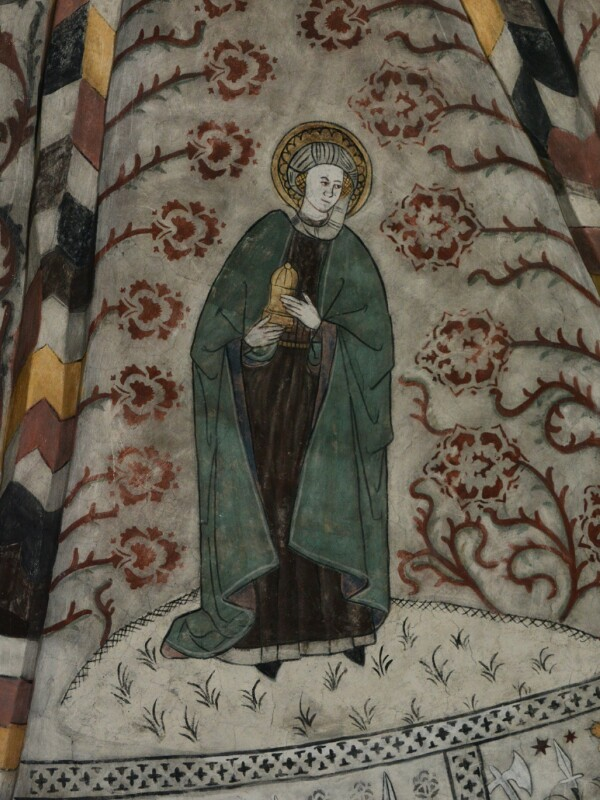
een van de muurschilderingen: Maria Magdalena

De kerk is historisch waardevol, vooral vanwege de uitgebreide en goed bewaarde fresco's die in de Franciscaanse traditie eind 15e eeuw of rond de 16e eeuw zijn geschilderd en uniek zijn in Finland. De afbeeldingen tonen het leven van Maria, de kindertijd van Christus, engelen en – ongebruikelijk – vooral vrouwelijke heiligen met uitzondering van de apostel Bartholomeus en de evangelist Matteüs. De schilderijen zijn qua stijl en beeldkeuze uniform uitgevoerd.

## Inventaris
- Een kerkorgel van de Finse orgelbouwer Veikko Virtanen, uit 1963
- Een vroeggotische altaarkast uit het midden van de 13e eeuw. Omdat deze ouder is dan het kerkgebouw zelf, is het mogelijk dat hij oorspronkelijk afkomstig is uit de moederkerk in Sund.[1]
- Een beeldje van het Christuskind uit het midden van de 13e eeuw dat oorspronkelijk tot het centrale deel van de altaarkast behoorde.[1]
- Een triomfkruis uit het begin van de 15e eeuw[2]
- Een doopvont uit de 13e eeuw[2]